# Promachus subtilis
Promachus subtilis là một loài ruồi trong họ Asilidae. Promachus subtilis được Bromley miêu tả năm 1935. Loài này phân bố ở vùng nhiệt đới châu Phi.